# Adobe Express
 (février 2024).
Adobe Express, anciennement connu sous le nom d'Adobe Spark, est un outil de conception graphique développé par Adobe Inc.,,.

## Historique
Adobe Express est lancé en 2015 sous le nom d'Adobe Post, une application iOS. En 2016, Adobe Spark remplace Adobe Post et en 2021, l'application est relancée sous le nom d'Adobe Express,.
Adobe Express est conçu principalement pour les écoles et les organismes à but non lucratif. Depuis septembre 2023, il permet aux utilisateurs de créer du contenu de marque comme des dépliants et des logos, de publier du contenu sur les réseaux sociaux et de modifier des documents PDF à l'aide de la technologie d'intelligence artificielle (IA).

## Collaborations
En octobre 2022, Adobe annonce une collaboration avec Wix pour étendre les fonctionnalités d'Adobe Express aux utilisateurs de Wix. Adobe s'est également associé à plusieurs organisations et entreprises, dont Etsy, Meta et Mastercard.
En mai 2022, la chanteuse américaine Gayle lance une campagne en partenariat avec Adobe, GAYLExAdobe, qui invite les fans à utiliser et à partager des modèles visuels créés avec Adobe Express.
En mai 2023, Google s'associe à Adobe pour permettre aux utilisateurs de Bard de générer des images via Adobe Firefly, puis de les modifier avec Express,,.